# Iglesia del Evangelio Rojo
La Iglesia del Evangelio Rojo (en armenio: Կարմիր Ավետարան եկեղեցի, Karmir Avetaran Yekeghetsi; en armenio: Կարմիր վանք, Karmir Vank ) o Iglesia Shamkoretsots Sourb Astvatsatsin (en armenio: Շամքորեցոց Սուրբ Աստվածածին եկեղեցի, que significa Iglesia de la Santa Madre de Dios de los habitantes de Shamkor) es una iglesia armenia en ruinas del siglo XVIII situada en el  distrito de Avlabari de la Vieja Tiflis, Tiflis, Georgia.
Fue construido en 1735 o 1775 o 1808, y renovado durante el siglo XIX. Según fuentes armenias, el 13 de abril de 1989, la iglesia fue "volada" o "destruida". Las autoridades georgianas niegan que fuera volada, y atribuyen su destrucción a la intensidad de un terremoto que había sacudido Tiflis un día antes. Con 40 metros, era la iglesia armenia más alta de Tiflis. Hoy está en ruinas, sin su cúpula.

## Galería

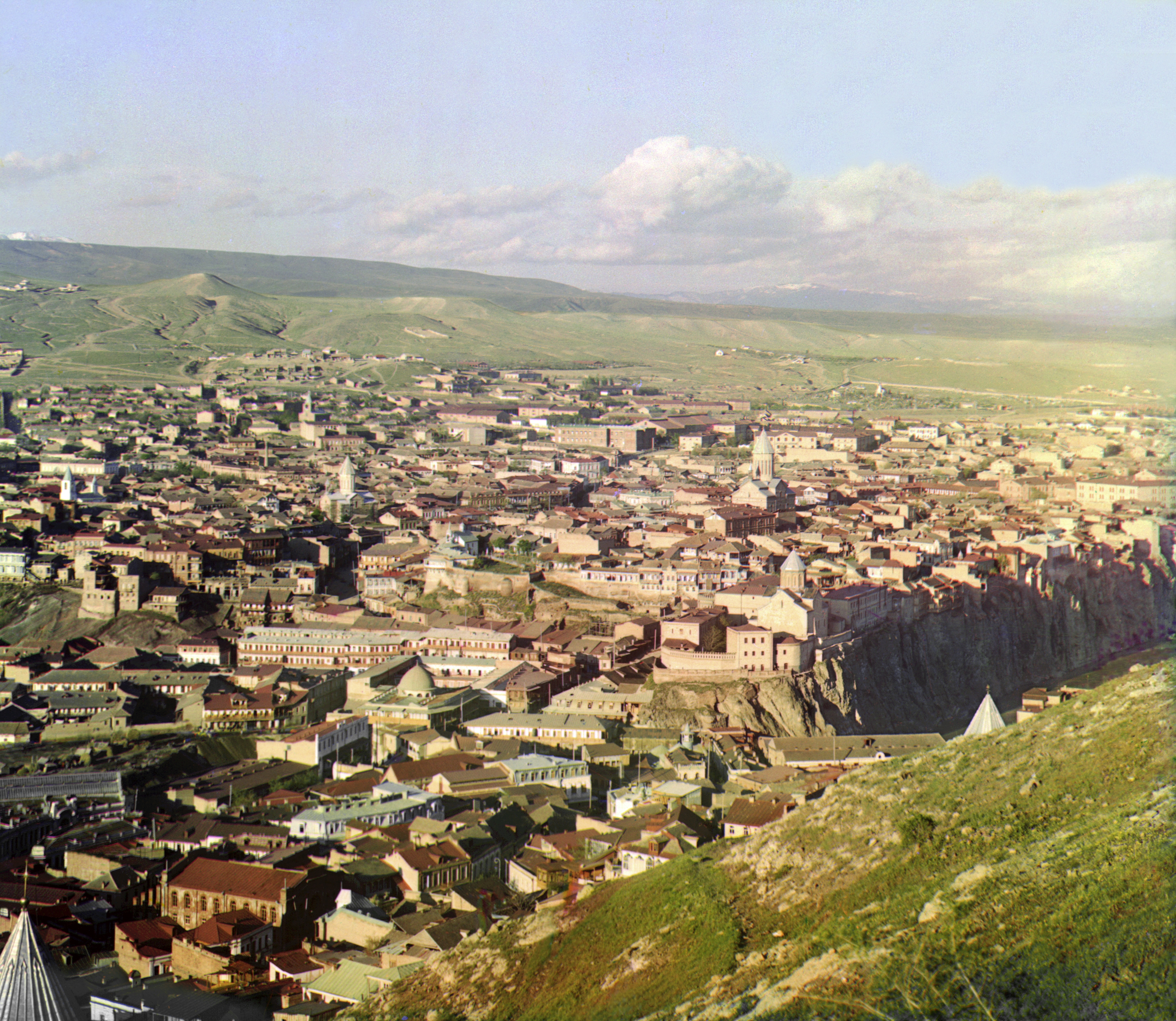
Vista de la iglesia en el casco histórico de Tiflis
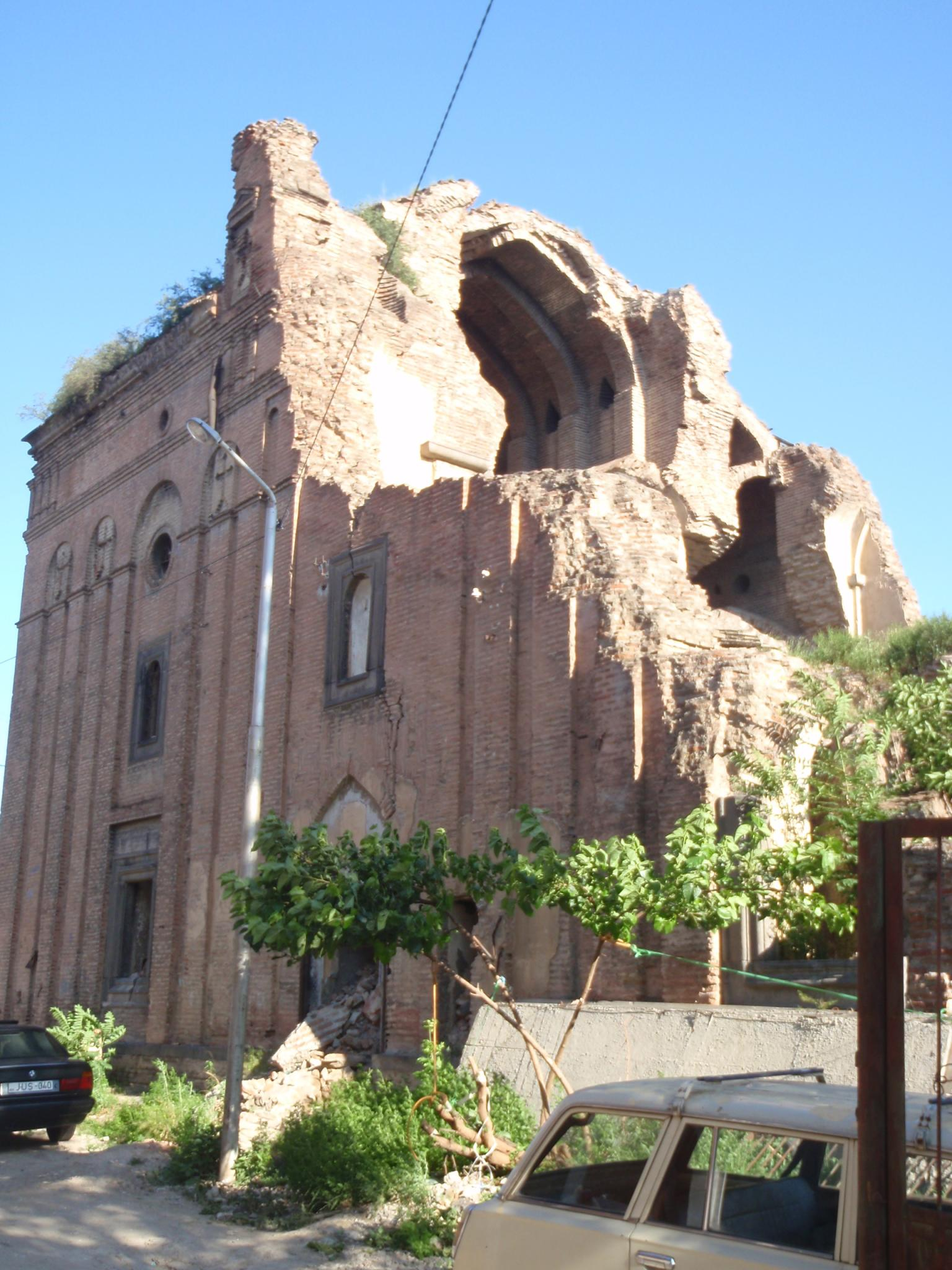
Ruinas de la iglesia después de 1989
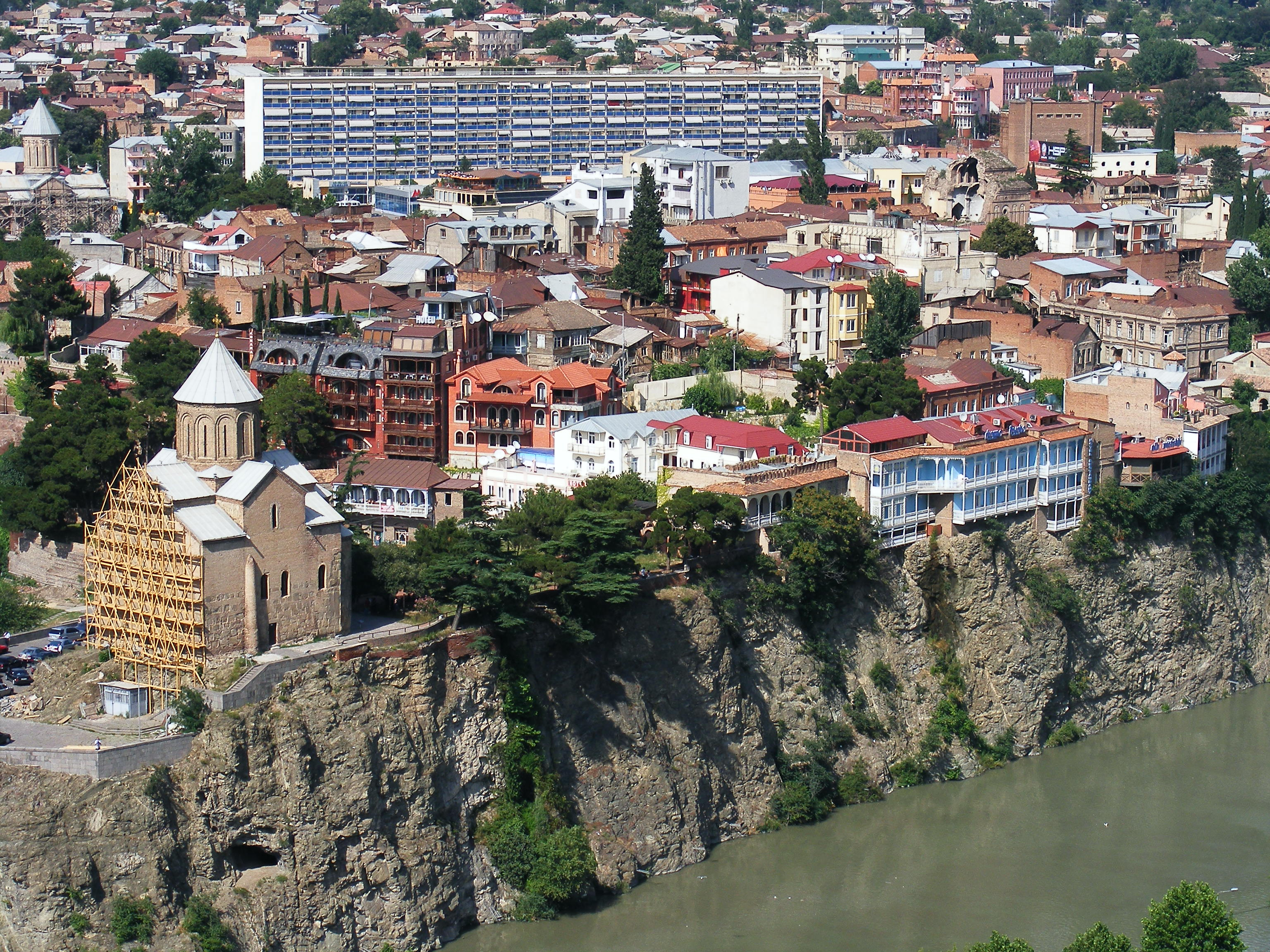
Localización de la iglesia (arriba a la derecha) en el barrio de Avlabari
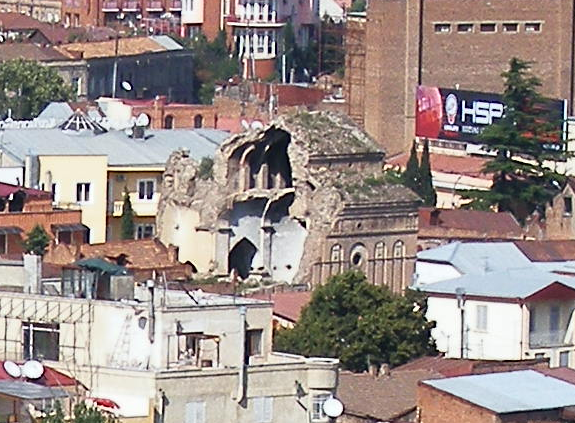
Primer plano de las ruinas
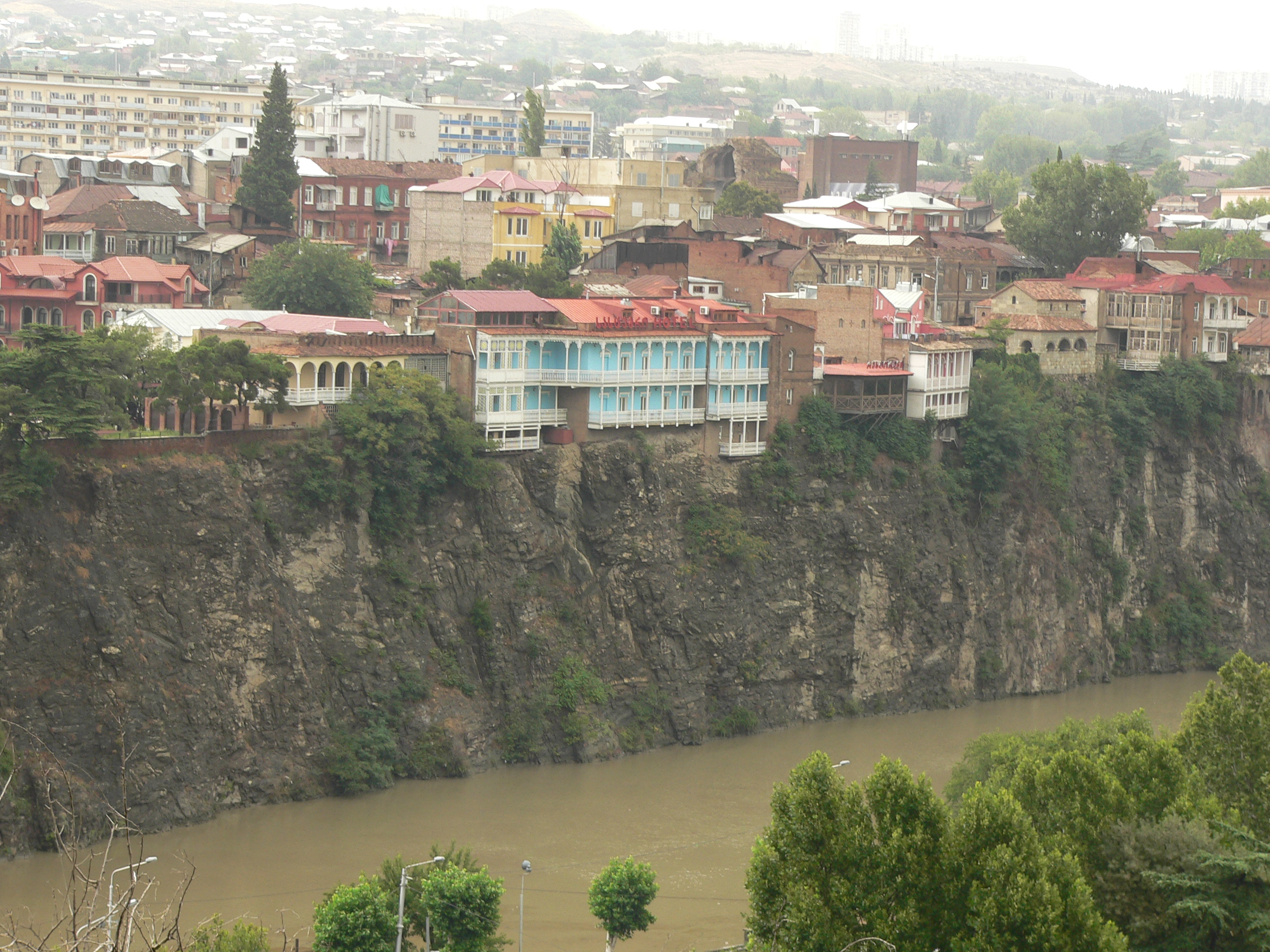
Vista de las ruinas (arriba centro derecha) desde Fortaleza de Narikala
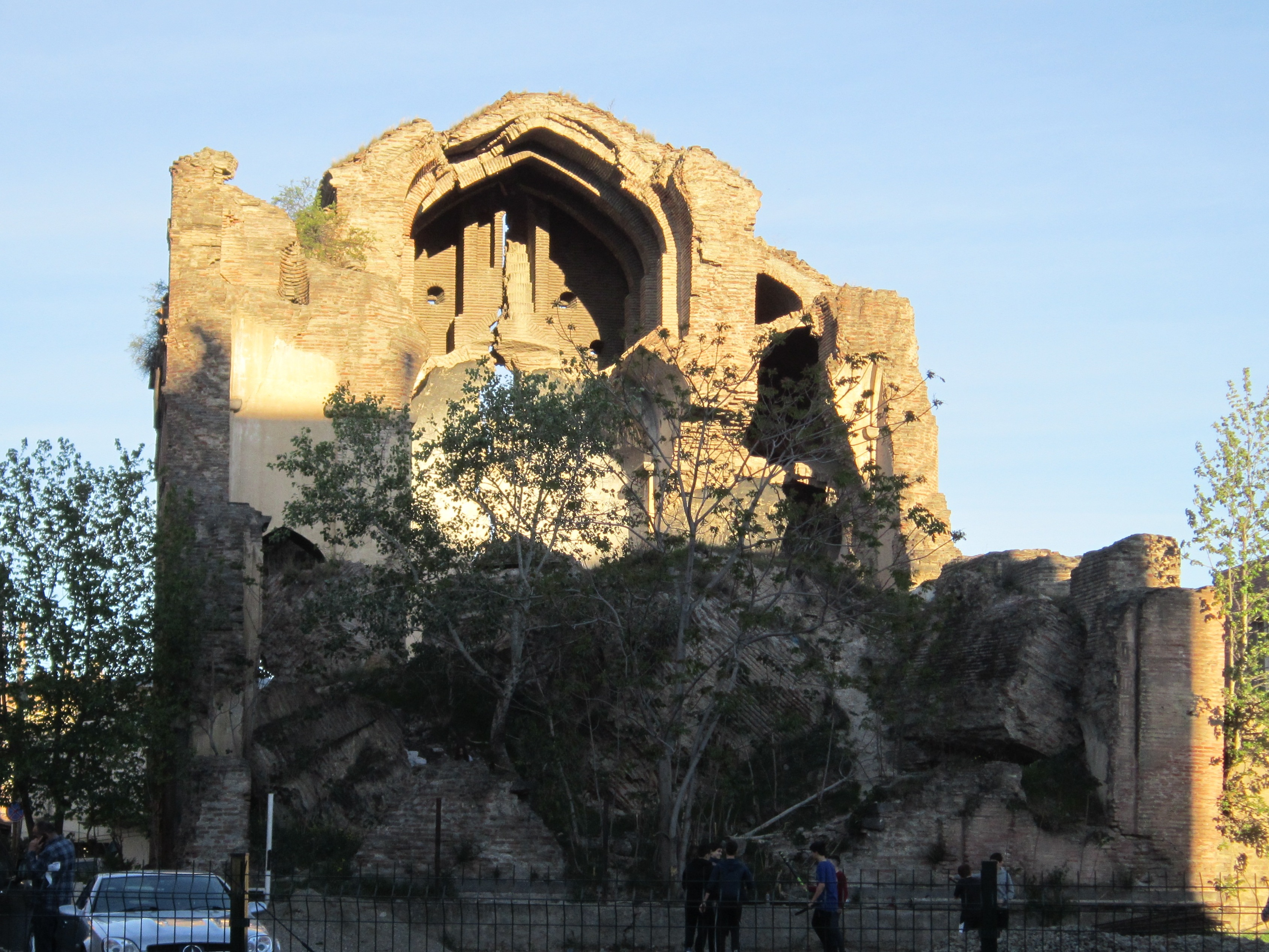
Las ruinas en 2016